# Olympische Sommerspiele 2020/Teilnehmer (Tschad)
| Gelbes Symbol für Goldmedaillen mit stilisierten Olympischen Ringen | Graues Symbol für Silbermedaillen mit stilisierten Olympischen Ringen | Braundes Symbol für Bronzemedaillen mit stilisierten Olympischen Ringen |
| ------------------------------------------------------------------- | --------------------------------------------------------------------- | ----------------------------------------------------------------------- |
| —                                                                   | —                                                                     | —                                                                       |

Der Tschad nahm an den Olympischen Spielen 2020 in Tokio teil. Es war die insgesamt 13. Teilnahme an Olympischen Sommerspielen. Das Comité Olympique et Sportif Tchadien nominierte drei Athleten in drei verschiedenen Sportarten.

## Teilnehmer nach Sportarten

### Bogenschießen
| Athleten        | Wettbewerb | Qualifikation | Qualifikation | 1. Runde | 1. Runde | 2. Runde      | 2. Runde      | Achtelfinale  | Achtelfinale  | Viertelfinale | Viertelfinale | Halbfinale    | Halbfinale    | Finale        | Finale        | Rang |
| Athleten        | Wettbewerb | Ringe         | Rang          | Gegner   | Ergebnis | Gegner        | Ergebnis      | Gegner        | Ergebnis      | Gegner        | Ergebnis      | Gegner        | Ergebnis      | Gegner        | Ergebnis      | Rang |
| --------------- | ---------- | ------------- | ------------- | -------- | -------- | ------------- | ------------- | ------------- | ------------- | ------------- | ------------- | ------------- | ------------- | ------------- | ------------- | ---- |
| Frauen          |            |               |               |          |          |               |               |               |               |               |               |               |               |               |               |      |
| Marlyse Hourtou | Einzel     | 553           | 64            | An San   | 2:6      | ausgeschieden | ausgeschieden | ausgeschieden | ausgeschieden | ausgeschieden | ausgeschieden | ausgeschieden | ausgeschieden | ausgeschieden | ausgeschieden | 33   |

### Judo
| Athleten        | Wettbewerb | 1. Runde       | 1. Runde | 2. Runde      | 2. Runde      | Viertelfinale | Viertelfinale | Halbfinale / Trostrunde | Halbfinale / Trostrunde | Finale / Platz 3 | Finale / Platz 3 | Rang |
| Athleten        | Wettbewerb | Gegner         | Ergebnis | Gegner        | Ergebnis      | Gegner        | Ergebnis      | Gegner                  | Ergebnis                | Gegner           | Ergebnis         | Rang |
| --------------- | ---------- | -------------- | -------- | ------------- | ------------- | ------------- | ------------- | ----------------------- | ----------------------- | ---------------- | ---------------- | ---- |
| Frauen          |            |                |          |               |               |               |               |                         |                         |                  |                  |      |
| Demos Memneloum | bis 70 kg  | G. Matniyazova | 0:10     | ausgeschieden | ausgeschieden | ausgeschieden | ausgeschieden | ausgeschieden           | ausgeschieden           | ausgeschieden    | ausgeschieden    | 17   |

### Leichtathletik
Laufen und Gehen 
| Athleten       | Wettbewerb | Runde 1 | Runde 1 | Halbfinale    | Halbfinale    | Finale        | Finale        | Rang |
| Athleten       | Wettbewerb | Zeit    | Rang    | Zeit          | Rang          | Zeit          | Rang          | Rang |
| -------------- | ---------- | ------- | ------- | ------------- | ------------- | ------------- | ------------- | ---- |
| Männer         |            |         |         |               |               |               |               |      |
| Bachir Mahamat | 400 m      | 47,93 s | 42      | ausgeschieden | ausgeschieden | ausgeschieden | ausgeschieden | 42   |